# Tabela-verdade
Tabela-verdade, tabela de verdade ou tabela veritativa é um tipo de tabela matemática usada em lógica para determinar se uma fórmula é válida ou se um sequente é correto.
As tabelas-verdade derivam do trabalho de Gottlob Frege, Charles Peirce e outros nomes da década de 1880, e tomaram a forma atual em 1922 através dos trabalhos de Emil Post e Ludwig Wittgenstein. A publicação do Tractatus Logico-Philosophicus, de Wittgenstein, utilizava as mesmas para classificar funções veritativas em uma série. A vasta influência de seu trabalho levou, então, à difusão do uso de tabelas da verdade.

## Como construir uma tabela-verdade
Uma tabela-verdade consiste em:
1. uma linha em que estão contidos todas as subfórmulas de uma fórmula. Por exemplo, a fórmula ¬((A∧B)→C) tem o seguinte conjunto de subfórmulas:
{ ¬((A∧B)→C) , (A∧B)→C , A∧B , A , B , C}
2. L linhas em que estão todos possíveis valores que os termos podem receber e os valores cujas fórmulas moleculares tem dados os valores destes termos;
o número destas linhas é L = nt , sendo n o número de valores que o sistema permite (sempre 2 no caso do cálculo proposicional clássico) e t o número de termos que a fórmula contém; assim, se uma fórmula contém 2 termos, o número de linhas que expressam a permutações entre estes será 4: um caso de ambos termos serem verdadeiros (V V), dois casos de apenas um dos termos ser verdadeiro (V F , F V) e um caso no qual ambos termos são falsos (F F). Se a fórmula contiver 3 termos, o número de linhas que expressam a permutações entre estes será 8: um caso de todos termos serem verdadeiros (V V V), três casos de apenas dois termos serem verdadeiros (V V F , V F V , F V V), três casos de apenas um dos termos ser verdadeiro (V F F , F V F , F F V) e um caso no qual todos termos são falsos (F F F).

Para proposições com mais de três termos, basta seguir o mesmo raciocínio apresentado nas imagens acima.

## Tabelas das principais operações do cálculo proposicional

### Negação (NOT) (~)
| A | ~A |
| - | -- |
| V | F  |
| F | V  |

A negação da proposição "A" é a proposição "~A", de maneira que se "A" é verdade então "~A" é falsa, e vice-versa.
Obs.: Usando o Excel, tal proposição pode ser expressado da seguinte maneira: =NÃO(C1;C2)

### Conjunção (AND) (∧)
| A | B | A ∧ B |
| - | - | ----- |
| V | V | V     |
| V | F | F     |
| F | V | F     |
| F | F | F     |

A conjunção é verdadeira se e somente se ambos os operandos são verdadeiros.
Obs.: Usando o Excel, tal proposição pode ser expressado da seguinte maneira: =E(C1;C2)

### Disjunção (OR) (v)
| A | B | AvB |
| - | - | --- |
| V | V | V   |
| V | F | V   |
| F | V | V   |
| F | F | F   |

A disjunção é falsa se, e somente se ambos os operandos forem falsos.
Obs.: Usando o Excel, tal proposição pode ser expressado da seguinte maneira: =OU(C1;C2)

### Disfunção (f)
| A | B | AfB |
| - | - | --- |
| V | V | F   |
| V | F | F   |
| F | V | F   |
| F | F | F   |

A disfunção é necessariamente falsa, independente dos operandos.

### Condicional (se... então) [implicação]
| A | B | A→B |
| - | - | --- |
| V | V | V   |
| V | F | F   |
| F | V | V   |
| F | F | V   |

A condicional é falsa se, e somente se, o primeiro operando é verdadeiro e o segundo operando é falso.

### Bicondicional (se e somente se) [equivalência]
| A | B | A↔B |
| - | - | --- |
| V | V | V   |
| V | F | F   |
| F | V | F   |
| F | F | V   |

A bicondicional é verdadeira se, e somente se, ambos operandos forem falsos ou ambos verdadeiros. Trata-se de um detetor de igualdade.

### Disjunção exclusiva (OU EXCLUSIVO... ou XOR)
| A | B | A∨B |
| - | - | --- |
| V | V | F   |
| V | F | V   |
| F | V | V   |
| F | F | F   |

A disjunção exclusiva é verdadeira se, e somente se, apenas um dos operandos for verdadeiro. Trata-se de um detetor de desigualdades.

### Adaga de Quine (NOR)
| A | B | A∨B | A↓B |
| - | - | --- | --- |
| V | V | V   | F   |
| V | F | V   | F   |
| F | V | V   | F   |
| F | F | F   | V   |

A Adaga de Quine (negação da disjunção) é verdadeira se e somente se os operandos são falsos.

## Como usar tabelas para verificar a validade de argumentos
Verifique se a conclusão nunca é falsa quando as premissas são verdadeiras. Em caso positivo, o argumento é válido. Em caso negativo, é inválido.

### Alguns argumentos válidos
- Modus ponens

{\displaystyle \left\{A\to B\ ,A\right\}\vDash B}
| A | B | A→B |
| - | - | --- |
| V | V | V   |
| V | F | F   |
| F | V | V   |
| F | F | V   |

- Modus tollens

{\displaystyle \left\{A\to B\ ,\neg B\right\}\vDash \neg A}
| A | B | ¬A | ¬B | A→B |
| - | - | -- | -- | --- |
| V | V | F  | F  | V   |
| V | F | F  | V  | F   |
| F | V | V  | F  | V   |
| F | F | V  | V  | V   |

- Silogismo hipotético

{\displaystyle \left\{A\to B,B\to C\right\}\vDash A\to C}
| A | B | C | A→B | B→C | A→C |
| - | - | - | --- | --- | --- |
| V | V | V | V   | V   | V   |
| V | V | F | V   | F   | F   |
| V | F | V | F   | V   | V   |
| V | F | F | F   | V   | F   |
| F | V | V | V   | V   | V   |
| F | V | F | V   | F   | V   |
| F | F | V | V   | V   | V   |
| F | F | F | V   | V   | V   |

### Algumas falácias
- Afirmação do consequente

Se A, então B. (A→B)
B.
Logo, A.
| A | B | A→B |
| - | - | --- |
| V | V | V   |
| V | F | F   |
| F | V | V   |
| F | F | V   |

- Comutação dos condicionais

A implica B. (A→B)
Logo, B implica A. (B→A)
| A | B | A→B | B→A |
| - | - | --- | --- |
| V | V | V   | V   |
| V | F | F   | V   |
| F | V | V   | F   |
| F | F | V   | V   |

## Como usar tabelas para verificar a equivalência de fórmulas
A∧B ≡ ¬(B→¬A) ≡ ¬(¬A∨¬B) ≡ ¬A↓¬B
| A | B | ¬A | ¬B | A∧B | B→¬A | ¬(B→¬A) | ¬A∨¬B | ¬(¬A∨¬B) | ¬A↓¬B |
| - | - | -- | -- | --- | ---- | ------- | ----- | -------- | ----- |
| V | V | F  | F  | V   | F    | V       | F     | V        | V     |
| V | F | F  | V  | F   | V    | F       | V     | F        | F     |
| F | V | V  | F  | F   | V    | F       | V     | F        | F     |
| F | F | V  | V  | F   | V    | F       | V     | F        | F     |

A→B ≡ ¬(A∧¬B) ≡ ¬A∨B ≡ ¬(¬A↓B)
| A | B | ¬A | ¬B | A→B | A∧¬B | ¬(A∧¬B) | ¬A∨B | ¬A↓B | ¬(¬A↓B) |
| - | - | -- | -- | --- | ---- | ------- | ---- | ---- | ------- |
| V | V | F  | F  | V   | F    | V       | V    | F    | V       |
| V | F | F  | V  | F   | V    | F       | F    | V    | F       |
| F | V | V  | F  | V   | F    | V       | V    | F    | V       |
| F | F | V  | V  | V   | F    | V       | V    | F    | V       |

A∨B ≡ ¬(¬A∧¬B) ≡ ¬A→B ≡ ¬(A↓B)
| A | B | ¬A | ¬B | ¬A∧¬B | ¬(¬A∧¬B) | ¬A→B | A↓B | ¬(A↓B) |
| - | - | -- | -- | ----- | -------- | ---- | --- | ------ |
| V | V | F  | F  | F     | V        | V    | F   | V      |
| V | F | F  | V  | F     | V        | V    | F   | V      |
| F | V | V  | F  | F     | V        | V    | F   | V      |
| F | F | V  | V  | V     | F        | F    | V   | F      |

## Resumo das tabelas das operações do cálculo proposicional
| n  | Operação 1 | Operação 2                |   |   |   |   | nome                   |
| -- | ---------- | ------------------------- | - | - | - | - | ---------------------- |
|    | A          |                           | V | V | F | F |                        |
|    | B          |                           | V | F | V | F |                        |
| 0  | A∧¬A       | B∧¬B                      | F | F | F | F | Contradição            |
| 1  | A↓B        | ¬(A∨B)                    | F | F | F | V | p nor q                |
| 2  | ¬(B→A)     | B∧¬A                      | F | F | V | F | Negação da condicional |
| 3  | ¬A         |                           | F | F | V | V | not A                  |
| 4  | ¬(A→B)     | A∧¬B                      | F | V | F | F | Negação da condicional |
| 5  | ¬B         |                           | F | V | F | V | not B                  |
| 6  | A∨B        | A{\displaystyle \oplus }B | F | V | V | F | xor                    |
| 7  | ¬(A∧B)     | ¬(B∧A)                    | F | V | V | V | nand                   |
| 8  | A∧B        | B∧A                       | V | F | F | F | Conjunção              |
| 9  | A↔B        | B↔A                       | V | F | F | V | Bicondicional          |
| 10 | B          |                           | V | F | V | F | B                      |
| 11 | A→B        | ¬A∨B                      | V | F | V | V | Condicional            |
| 12 | A          |                           | V | V | F | F | A                      |
| 13 | B→A        | A∨¬B                      | V | V | F | V | Condicional            |
| 14 | A∨B        | B∨A                       | V | V | V | F | Disjunção              |
| 15 | A∨¬A       | B∨¬B                      | V | V | V | V | Tautologia             |